# Болеслав II (князь Чехії)
Болесла́в II (чеськ. Boleslav II; бл. 932 — 7 лютого 999) — князь богемський (972—999). Представник династії Пржемисловичів. Син богемського князя Болеслава I. Прізвисько — Побо́жний (чеськ. Pobožný).

## Імена
- Болесла́в II (чеськ. Boleslav II) — у європейській історіографії з номером правителя.
- Болесла́в II Боге́мський — у західній історіографії за латинською назвою князівства.
- Болесла́в II Че́ський (чеськ. Boleslav II Český) — у чеській історіографії за чеською назвою князівства.
- Болесла́в Побо́жний (чеськ. Boleslav Pobožný) — за прізвиськом.

## Біографія
Походив з роду Пржемисловичів. Син Болеслава I, князя Богемії, та Бяготи. Про перший період життя замало відомостей. Вперше згадується 950 році, коли брав участь у поході імператора Оттона I. 967 року стає співправителем Болеслава I. У 972 році після смерті батька успадкував князівську владу над Чехією.
Болеслав II продовжив централізаторську політику попередника, ще більш розширивши чеські володіння на схід. При ньому латинське богослужіння остаточно витіснило традиції, що залишилися після слов'янських первовчителів. Празьке єпископство, яке було засновано 973 року, було підпорядковане владі імператора Священної Римської імперії і Майнцького архієпископа. Водночас підтримав заснування монастиря Св. Георгія в Празі, що став першим монастирем Чехії. За відданість християнству богемський князь отримав прізвисько «Побожний».
975 року підтримав імператора Оттона II у війні проти Генріха II, герцога Баварії. У 976 році підтримав останнього, якому після поразки від імперських військ, надав прихисток. У 977 році Болеслав II визнав себе васалом імператора Оттона II. Того ж року знову напав на Баварію, проте імператор заборонив Болеславу II приєднувати до своїх земель баварські території.
Єдиними місцевими князями, що чинили опір політиці Болеслава II, залишалися Славніковичі, які тривалий час зберегли відносну самостійність і часто проводили незалежну політику, користуючись тим, що контролювали торговельний шлях на Київську Русь. Особливо самостійну політику став з 981 року проводити Собіслав, син Славніка. Щоб досягти компромісу, князь Богемії домігся у 983 році обрання Войтеха з Славніковичів єпископом Праги, але той виявився прихильником незалежності церковної влади від княжої, чим викликав невдоволення правлячої верхівки.
984 року Болеслав II опинився під загрозою союзних дій проти себе з боку Польщі та Угорщини. Того ж року після смерті Оттона II підтримав претензії Генріха Баварського у боротьбі за імператорську корону.
987 року воював з Мейсенським маркграфом, але без успіху. 990 року розпочалася війна з Польщею за Сілезію і Малу Польщу (на той час володіння богемського князя). В цій ситуації Болеслав III уклав союз з Лужичанським союзом. Водночас на допомогу Богемії прийшов Володимир Святославович, великий князь Київський, який напав на червенську землю (володіння Польщі). В результаті Мешко I Польський замирився з Болеславом II, за умовами угоди було збережено статус-кво.
Під впливом католицьких єпископів богемський князь у 992 році розірвав союз з лужичанами, після цього виступив проти них разом з Магдебурзьким архієпископом і Польщею.
992 році брав участь у поході імператора Оттона III проти полабських слов'ян. Водночас почався новий конфлікт з Польщею, яку очолив Болеслав Хоробрий. 993 році заснував бенедиктинський монастир в Бржевнові. Скориставшись тим, що дружина Славніковичів пішла в похід з імператором Оттоном III проти лужичан, у 995 році Болеслав II за сприяння впливового роду Вршовців напав на резиденцію Славниковічів у Лібіці. Частина роду Славниковичів, що залишилася в місті, зокрема чотири брати єпископа Войтеха Празького, була знищена.
Захопивши усі землі Славниковічів, Болеслав III об'єднав Чехію під своєю владою. Войцех, образившись, залишив кафедру і поїхав до Польщі, згодом почав проповідувати християнство серед поган-прусів і прийняв від них мученицьку смерть. Перед відходом Празький єпископ піддав прокляттю рід Вршовців, а призначений замість нього на єпископську кафедру Страхквас, брат Болеслава II, помер під час церемонії посвячення в сан.
999 року сприяв заснуванню ще одного монастиря бенедиктинців в Остраві. Того ж року князь Богемії помер, владу успадкував його старший син Болеслав.

## Родина
1. Дружина — Ельфгіфа, донька Едуарда Старшого, короля Англії
Діти:
- Вацлав, помер дитиною
- Болеслав (965—1037), князь Богемії у 999—1002, 1003 роках

2. Дружина — Емма Богемська (Мельник)
Діти:
- Олдржих (бл.975-1054), князь Богемії у 1012—1033, 1034 роках
- Яромир (бл.975—1035), князь Богемії у 1003, 1004—1012, 1034—1035 роках.
- Лута